# Визволи нас від зла
«Визволи нас від зла» (англ. Deliver Us from Evil) — художній фільм режисера Скотта Дерріксона. Незважаючи на те, що офіційно він мав би базуватися на книжці «Остерігайтеся ночі» (англ. Beware the Night) Ральфа Сарчі та Лізи Колліер Кул, а рекламна кампанія виголошувала, що на створення стрічки надихнули реальні події, фільм насправді не показує жоден з випадків, описаних у книжці, натомість змальовує сюжет, цілком вигаданий Дерріксоном і його співавтором Полом Гаррісом Бордманом.
У головних ролях - Ерік Бана, Едгар Рамірес, Олівія Манн, Джоел Макгейл і Шон Гарріс. Прем'єра в США відбулася 2 липня 2014 року, а в Україні — 28 серпня 2014 року.

## Зміст
Фільм базується на реальному житті Ральфа Сарчі, ньюйоркського поліцейського, який зустрів кастильського священика Мендозу під час розслідування справи. Священик намагається переконати поліцейського у тому, що вона пов'язана із демонами. Разом вони працюють над розв'язанням справи і борються з паранормальними силами. Зокрема, виганяють демона з чоловіка, який єдиний вижив серед невеликої групи, котрі стали одержимими у печері в Іраку. Завершується стрічка хрещенням новонародженої доньки Ральфа (її хрестить все той же священик). Також стає відомо, що Ральф покидає поліцію і далі бореться з Мендозою проти зла.

## Ролі
| Актор          | Роль                    |
| -------------- | ----------------------- |
| Ерік Бана      | Ральф Сарчі             |
| Едгар Рамірес  | Мендоза                 |
| Олівія Манн    | Джен Сарчі              |
| Джоел Макгейл  | Батлер                  |
| Шон Гарріс     | Сантіно                 |
| Кріс Коу       | Джиммі Третнер          |
| Доріан Міссік  | Гордон                  |
| Дженна Гевіген | Люсінда                 |
| Лоліта Фостер  | патрульний поліцейський |

## Створення
4 вересня 2012 стало відомо, що Скотт Дерріксон зніме фільм і напише до нього сценарій, спільно з Полом Гаррісом Бордманом, а на головну роль розглядається Марк Волберг. 9 квітня 2013 Deadline.com повідомив, що у фільмі зіграють Ерік Бана, Едгар Рамірес і Олівія Манн. 28 травня The Hollywood Reporter повідомив, що до акторського складу приєдналися Джоел Макгейл і Шон Гарріс. 5 червня 2013 Доріан Міссік отримав роль у фільмі. Зйомки фільму почалися 3 червня 2013 і проходили в Нью-Йорку і Абу-Дабі. 7 грудня фільм з «Beware the Night» був перейменований в «Deliver Us from Evil».
7 березня 2014 вийшов перший трейлер фільму.